# Garcinia indica
Кокум (Garcinia indica) — вид рослини родини звіробійні.

## Будова
Струнке вічнозелене дерево із повислими гілками. 

## Поширення та середовище існування
Цей вид ендемічний для Індії. Зустрічається в лісових угіддях, на берегах річок і пустищах, у вічнозелених лісах.

## Практичне використання
Часто збирають із дикої природи фрукти для їжі та лікарських цілей, іноді дерево також вирощують.
Плоди їстівні у сирому вигляді та приготованому. У висушеному вигляді використовуються як ароматизатор в каррі, а також для приготування кислих напоїв.
Насіння є джерелом олії під назвою «масло кокума». Його часто використовують як їжу в Індії, також — для підробки топленого[джерело?] масла гхі.

## Галерея

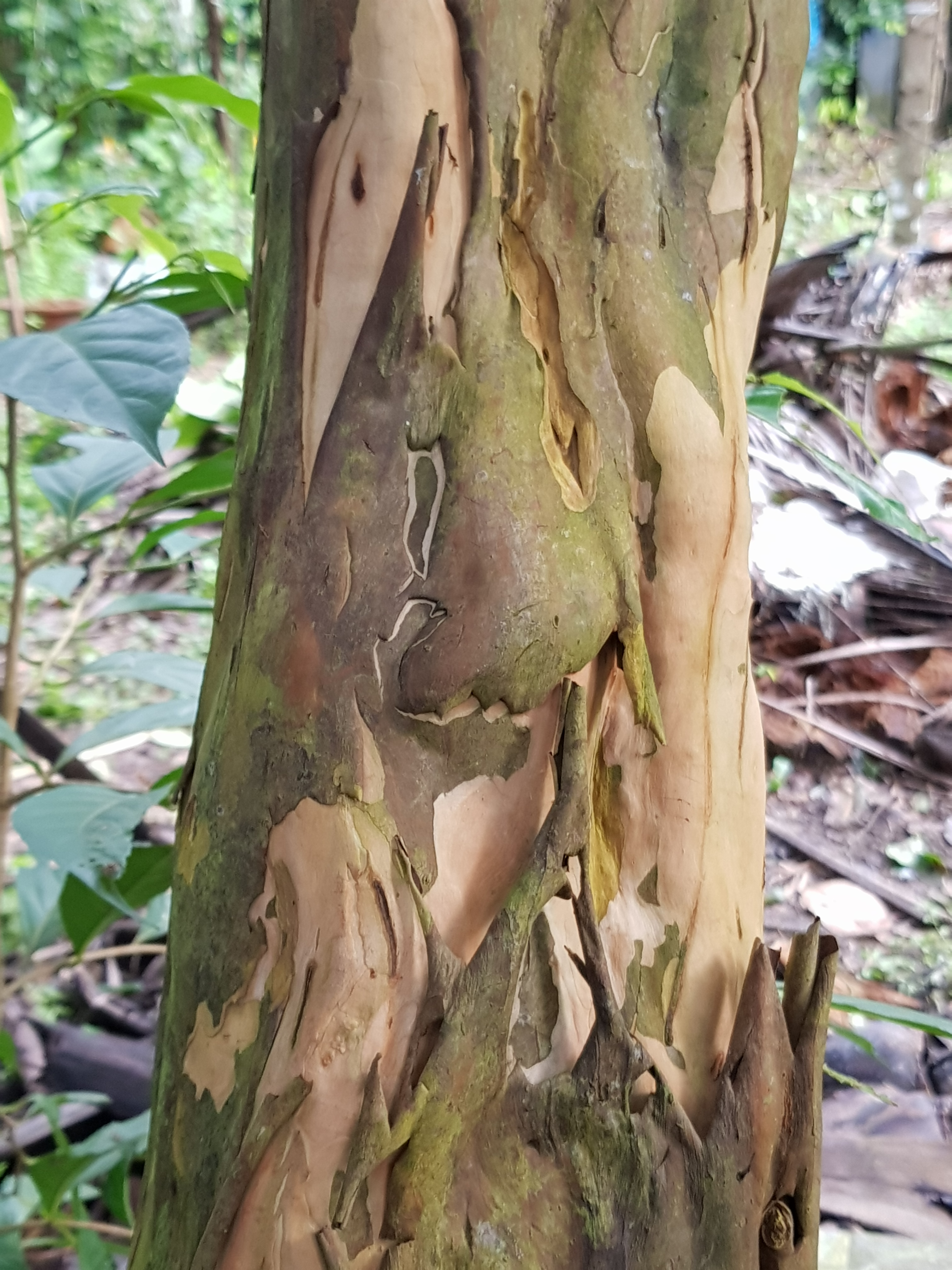
Стовбур
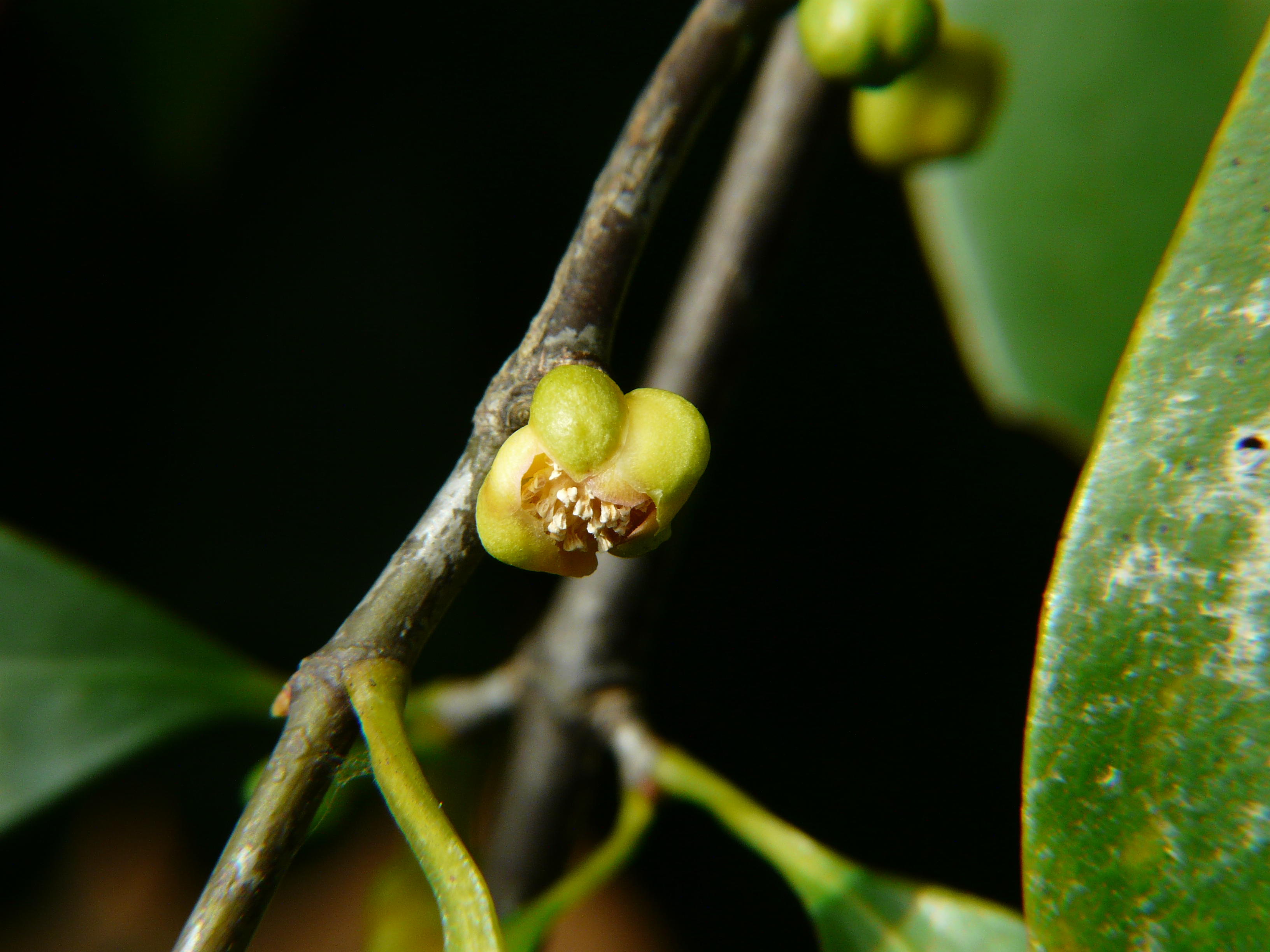
Квіти
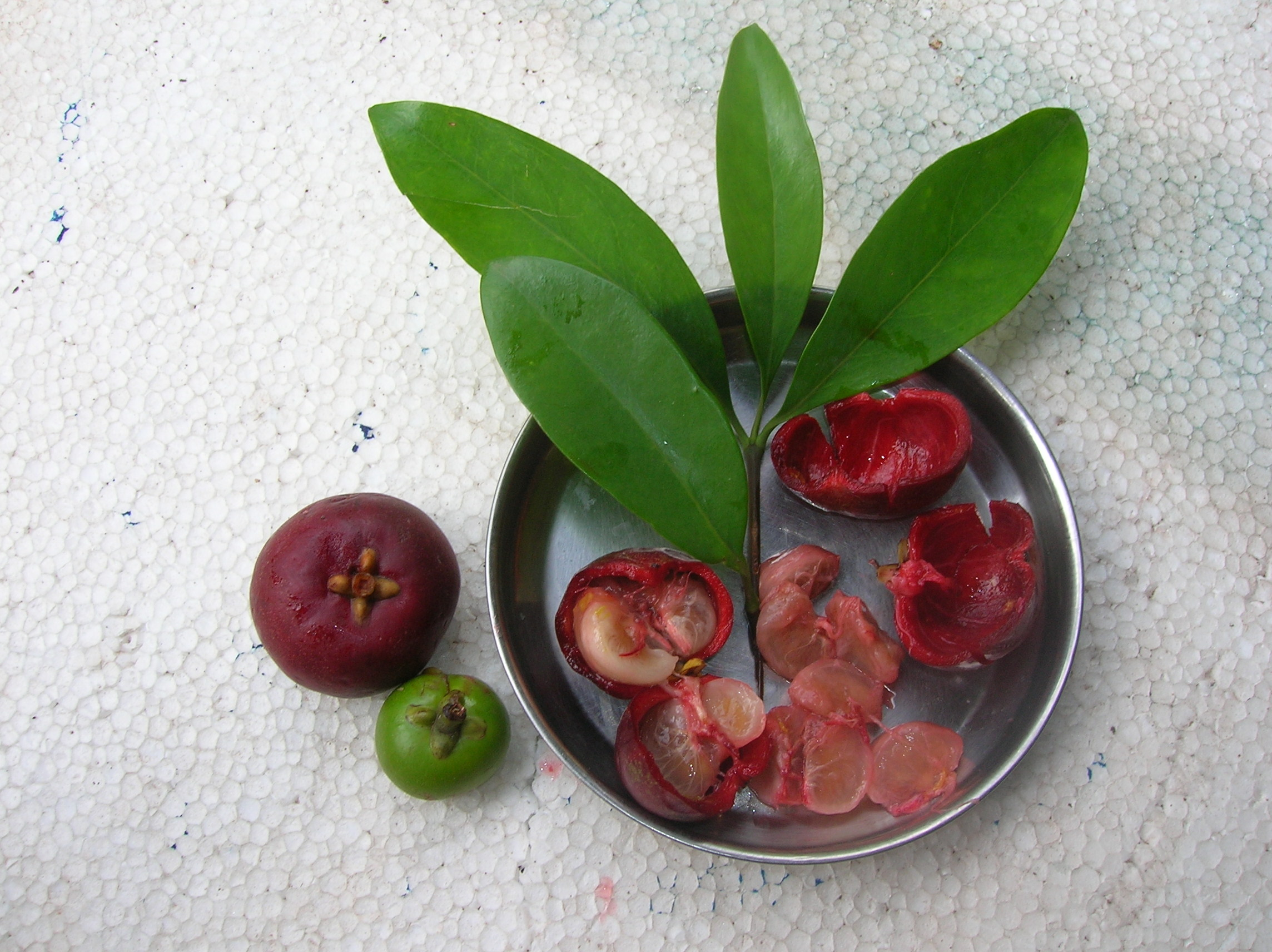
Плоди
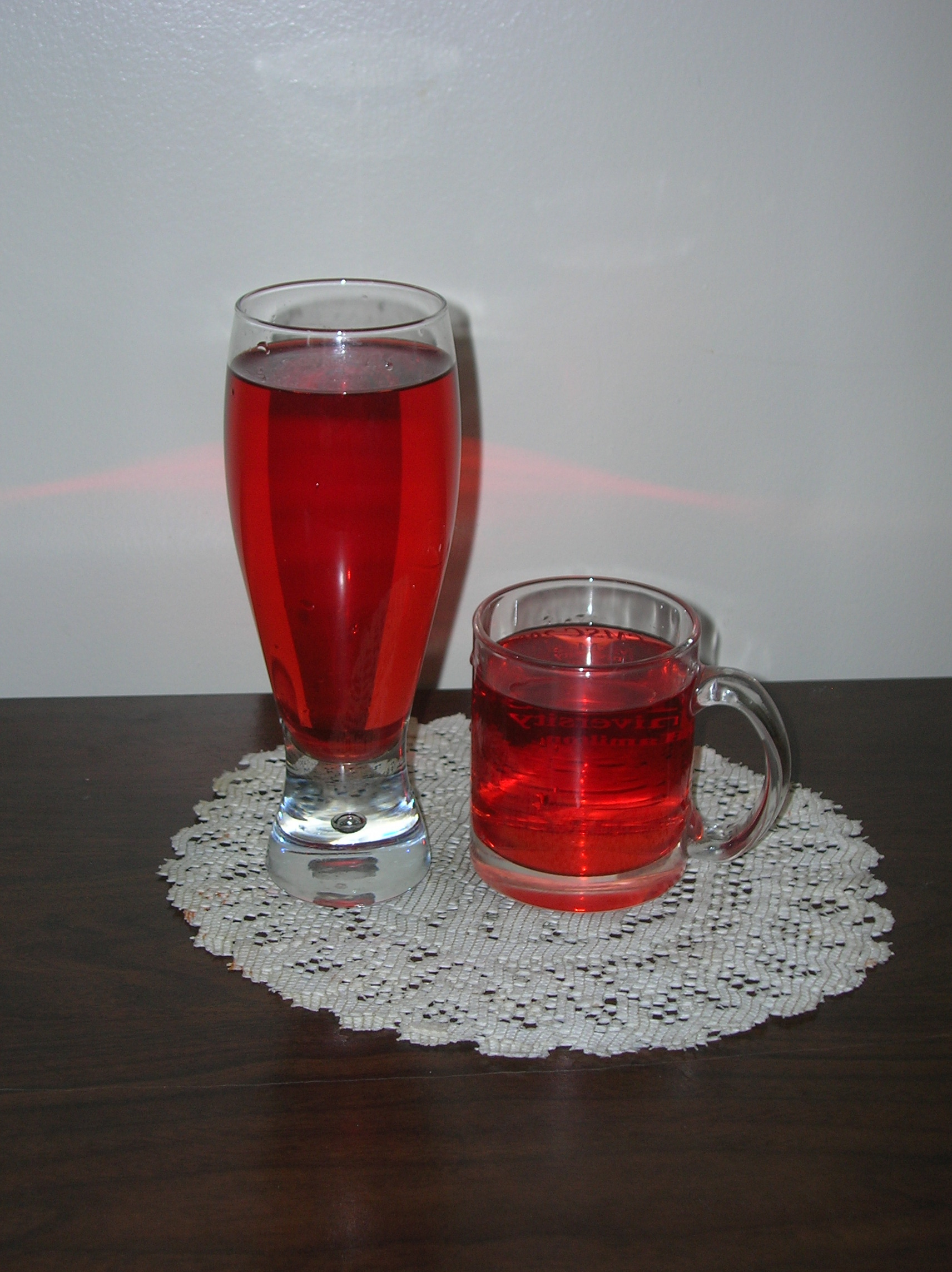
Напій з кокума
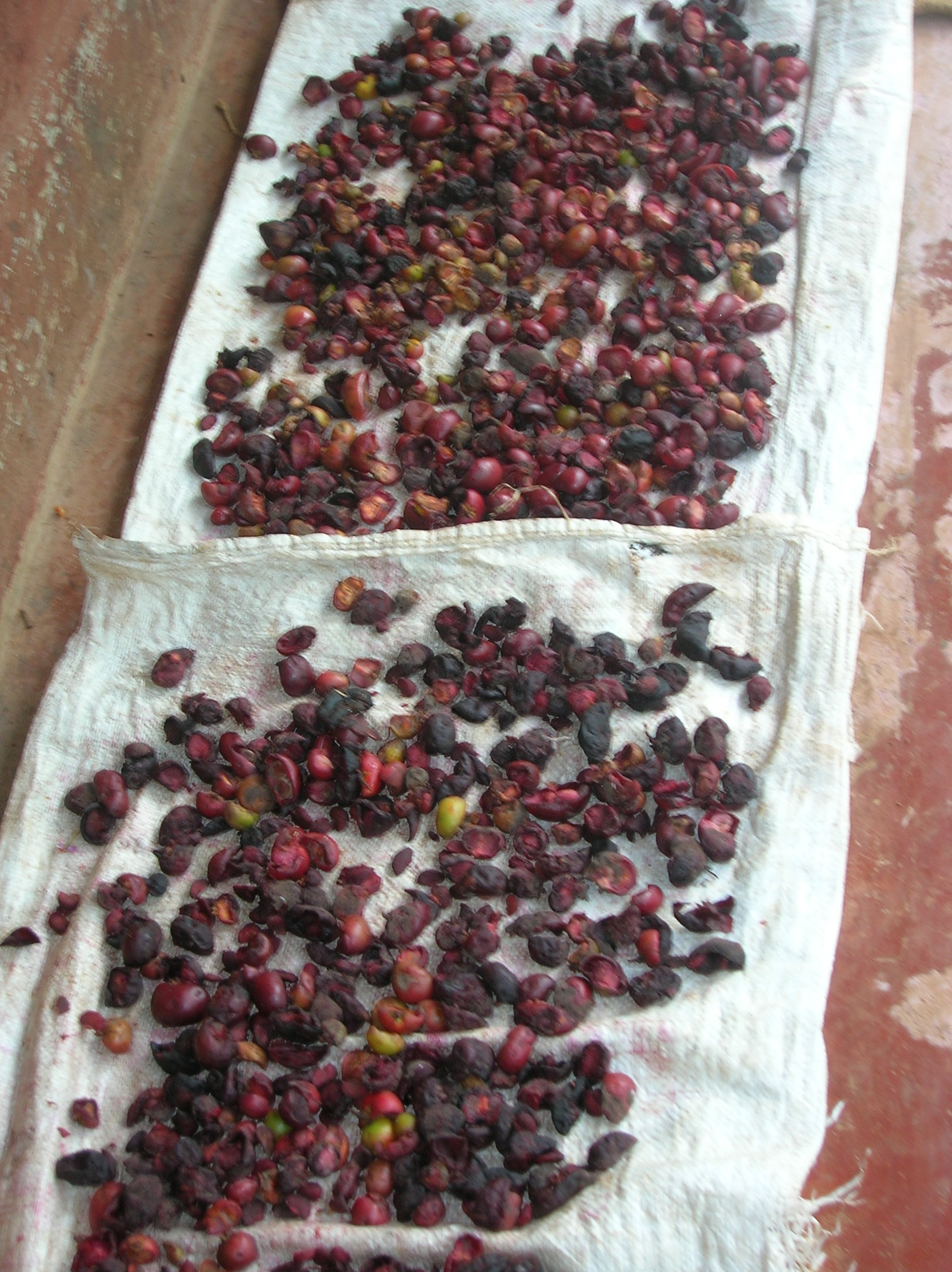
Сушені плоди